# 飯野峻尾
飯野 峻尾（いいの みねお、1947年- ）は、日本の経営学者、玉川大学教授。経営コンサルタント。

## 来歴
東京都台東区生れ。駒澤大学大学院人文科学研究科心理学専攻修士課程修了。銀座山形屋人事課長を経て、「日本生産性本部経営コンサルタント指導者養成講座」修了。社会経済生産性本部主席経営コンサルタントとして、大手および中堅企業を中心に企業の診断指導を行う。また玉川大学経営学部国際経営学科教授を務めた。
著書に『実践経営学』『ケースで学ぶ経営学』『食品の経営学』『担当者のための賃金実務Q&A』などの共著がある。

## 著書
- 国立国会図書館

### 論文
- CiNii

## 受賞
- 2003年 全日本能率連盟顕彰牌